# Моллов, Русчу Георгиевич
Моллов Русчу Георгиевич (20 ноября 1867, Полтавская губерния — 1925) — русский государственный деятель. Действительный статский советник. По национальности болгарин.

## Биография
- 15 мая 1889 окончил Императорское училище правоведения (50-й выпуск). Титулярный советник, определён в Орловский окружной суд.
- 1890 помощник секретаря уголовного отделения.
- 1891 Коллежский асессор. Секретарь Уголовного отделения.
- 1893 Судья г. Карачев
- 1894 товарищ (заместитель) прокурора Полтавского окружного суда
- 1899 Коллежский советник
- 1900 товарищ (заместитель) прокурора Ярославского окружного суда
- 1903 товарищ (заместитель) прокурора Московского окружного суда. Присвоен чин Статский советник.
- 1906 прокурор Полтавского окружного суда
- 1909 прокурор Виленского окружного суда
- 1910 Действительный статский советник.
- 1911 прокурор Одесской судебной палаты
- 6 сентября 1915-23 ноября 1915 директор Департамента полиции. Одна из причин увольнения от должности — вступление Болгарии в Первую мировую войну на стороне Центральных держав. Участвовал в комиссии по расследованию деятельности служб контрразведки. Также полтавский губернатор.
- 1916 член Главного присутствия по фабричным и горнозаводским делам
- после революции. Служил у гетмана Скоропадского на Украине в должности Главноуправляющего по ликвидации общеземских и общегородских учреждений и их имущества.

Служил у Деникина. Затем в эмиграции в Болгарии.
В мае 1920 — марте 1922 председатель Общества Единения Русских в Болгарии. В 1921 г. был рекомендован для участия в Русском Зарубежном Церковном Соборе в Сремских Карловцах (Югославия). Входил в состав Союза русских судебных деятелей.

## Награды
- 1900 орден Св. Анны III степ.
- 1907 орден Св. Анны II степ.
- 1912 орден Св. Владимира III степ.
- 1914 орден Св. Станислава I степ.

## Семья
Жена Александра Львовна Старицкая.
- Сын Георгий (1895), также обучался в Училище правоведения
- Дочери: Наталья (1899) (Велчева),
- Ксения (1901) (Багинская),
- Ольга (1903) (Зиновьева),
- Ирина (1905) (Безобразова, Литвинова).